# Jelle Engelbosch
Jelle Engelbosch, né le 10 juin 1980 à Saint-Trond est un homme politique belge flamand, membre de la N-VA.
Il est agent immobilier.

## Fonctions politiques
- conseiller communal à Saint-Trond (2013-2022)
- député au Parlement flamand (2014-2019)